# Pia visione
Pia Visione è un album dei Dedalus pubblicato nel 1997. I brani del disco furono registrati nel 1997 al Dedalus Studio di Torino (Italia).

## Tracce
1. Strango – 2:40 (Fiorenzo Bonansone, Marco Di Castri)
2. Il viale delle statue – 4:22 (Fiorenzo Bonansone)
3. Pia visione – 4:09 (Fiorenzo Bonansone)
4. Dal sonno – 2:59 (Fiorenzo Bonansone)
5. Miel – 4:44 (Fiorenzo Bonansone)
6. Rockocò – 2:54 (Fiorenzo Bonansone, Marco Di Castri, Domenico Sciajno)
7. Clangclumps – 3:19 (Fiorenzo Bonansone, Marco Di Castri, Domenico Sciajno)
8. La bargera e 'l luv – 6:37 (Canto popolare, Fiorenzo Bonansone)
9. Dedalus vecchio – 5:30 (Fiorenzo Bonansone, Marco Di Castri, Domenico Sciajno)
10. Berceuse per il giorno – 3:58 (Fiorenzo Bonansone)
11. Spaventacavalli, piccola suite in cinque ruscelli – 7:36 (Fiorenzo Bonansone, Marco Di Castri, Domenico Sciajno)
12. Lunalinx – 4:47 (Fiorenzo Bonansone)
13. La complainte de Michelin – 2:58 (Canto popolare, Fiorenzo Bonansone)

## Musicisti
Strango
- Fiorenzo Bonansone - fisarmonica
- Marco Di Castri - sassofono soprano
- Domenico Sciajno - contrabbasso, percussioni

Il viale delle statue
- Fiorenzo Bonansone - pianoforte, suoni elettronici, voce
- Marco Di Castri - chitarra
- Domenico Sciajno - contrabbasso

Pia visione
- Fiorenzo Bonansone - violoncello, voce
- Marco Di Castri - chitarra
- Domenico Sciajno - contrabbasso

Dal sonno
- Fiorenzo Bonansone - pianoforte elettronico
- Marco Di Castri - chitarra
- Domenico Sciajno - contrabbasso

Miel
- Fiorenzo Bonansone - violoncello
- Marco Di Castri - chitarra
- Domenico Sciajno - contrabbasso

Rockocò
- Fiorenzo Bonansone - cembalo elettronico
- Marco Di Castri - sassofono soprano, percussioni
- Domenico Sciajno - contrabbasso

Clangclumps
- Fiorenzo Bonansone - pianoforte
- Marco Di Castri - chitarra
- Domenico Sciajno - contrabbasso

La bargera e 'l luv
- Fiorenzo Bonansone - pianoforte, voce
- Marco Di Castri - chitarra, sassofono soprano
- Domenico Sciajno - contrabbasso

Dedalus vecchio
- Fiorenzo Bonansone - violoncello
- Marco Di Castri - chitarra
- Domenico Sciajno - contrabbasso preparato

Berceuse per il giorno
- Fiorenzo Bonansone - pianoforte
- Marco Di Castri - chitarra
- Domenico Sciajno - contrabbasso

Spaventacavalli, piccola suite in cinque ruscelli
- Fiorenzo Bonansone - pianoforte
- Marco Di Castri - chitarra, sax soprano
- Domenico Sciajno - contrabbasso

Lunalinx
- Fiorenzo Bonansone - violoncello, voce
- Marco Di Castri - chitarra
- Domenico Sciajno - contrabbasso

La complainte de Michelin
- Fiorenzo Bonansone - violoncello, organo, suoni elettronici, voce